# Tiny Beautiful Things
Tiny Beautiful Things (Pequeñas cosas hermosas en Hispanoamérica) es una miniserie de televisión web estadounidense de comedia dramática, creada por Liz Tigelaar, estrenada en Hulu el 7 de abril de 2023. Basada en el libro de Cheryl Strayed del mismo nombre. Ha sido adaptada por Liz Tigelaar y producida por Best Day Ever Productions, Jaywalker Pictures, Hello Sunshine, y ABC Signature.

## Sinopsis
La serie se centra en Clare (Kathryn Hahn), una escritora que se convierte a regañadientes en una popular columnista de consejos durante un periodo de agitación en su vida.

## Elenco y personajes

### Principales
- Kathryn Hahn como Clare Pierce[2]
  - Sarah Pidgeon como Clare (joven)
- Quentin Plair como Danny Kincade; el esposo de Clare.
- Tanzyn Crawford como Rae Kincade: la hija de Danny y Clare.

### Invitados
- Merritt Wever como Frankie Pierce: la difunta madre de Clare.
- Nick Stahl como Lucas: el hermano menor de Clare.
  - Owen Painter como Lucas (joven)
- Michaela Watkins como Amy Adler: la amiga de Clare.
- Tijuana Ricks como Mel Green: la terapeuta de parejas de Clare y Danny.
- Johnny Berchtold como Jess: el primer esposo de Clare.
- Aneasa Yacoub como Montana: la amiga de Rae
- Elizabeth Hinkler como Shan: la recepcionista en la residencia de ancianos
- Julien Marlon Samani como Zach Charles: un conductor de uber

## Episodios
| N.º | Título            | Dirigido por          | Escrito por   | Fecha de lanzamiento original |
| --- | ----------------- | --------------------- | ------------- | ----------------------------- |
| 1   | «Pilot»           | Rachel Lee Goldenberg | Liz Tigelaar  | 7 de abril de 2023            |
| 2   | «Yours Sugar»     | Rachel Lee Goldenberg | Nancy Won     | 7 de abril de 2023            |
| 3   | «The Ghost Ship»  | Desiree Akhavan       | Ellen Fairey  | 7 de abril de 2023            |
| 4   | «Under the Stars» | Desiree Akhavan       | Jocelyn Bioh  | 7 de abril de 2023            |
| 5   | «The Nose»        | Stacie Passon         | Des Moran     | 7 de abril de 2023            |
| 6   | «Broken Things»   | Stacie Passon         | Naomi Iwamoto | 7 de abril de 2023            |
| 7   | «Go»              | Desiree Akhavan       | Deirdre Shaw  | 7 de abril de 2023            |
| 8   | «Love»            | Desiree Akhavan       | Kaitlyn Fahey | 7 de abril de 2023            |

## Producción
Cheryl Strayed había hablado de adaptar su novela Tiny Beautiful Things con Laura Dern y Reese Witherspoon mientras trabajaban juntas en el rodaje de la película de 2014 Wild, adaptación de las memorias de Strayed.
Liz Tigelaar es la creadora y guionista de la serie, producida por ABC Signature y Hello Sunshine. Tigelaar también es productora ejecutiva, junto a Witherspoon, Dern, Lauren Neustadter, Stacey Silverman, Jayme Lemons, Cheryl Strayed y Kathryn Hahn. Tigelaar describió la serie como una versión alternativa de Strayed «que no había recorrido el Pacific Crest Trail» en Wild.
Se reveló que Hahn interpretaría el papel de Clare cuando se anunció para Hulu en junio de 2022. En agosto de 2022, Sarah Pidgeon y Tanzyn Crawford se incorporaron al elenco.

## Lanzamiento
La serie se estrenó en Hulu el 7 de abril de 2023. También se estrenó el mismo día en Star+ en Hispanoamérica, y en Disney+ en a nivel internacional. Se estrenó en Disney+ Hotstar en la India el 9 de abril de 2023.

## Recepción
En el sitio web del agregador de reseñas Rotten Tomatoes, la serie tiene un índice de aprobación del 88%, basándose en 25 reseñas con una calificación media de 7,40/10. El consenso de la crítica dice: «Tiny Beautiful Things está plagada de engorrosas decisiones narrativas, pero la conmovedora interpretación de Kathryn Hahn es un gran punto a favor que mantiene esta adaptación firmemente convincente». En Metacritic, tiene una puntuación media ponderada de 76 sobre 100 basada en 13 reseñas, lo que indica «reseñas generalmente favorables».
Taylor Gates de Collider, la calificó con una A- y afirmó que «Hahn nunca había estado mejor» y que la «dramedia es un gran triunfo desordenado».